# Безволосник ніжненький
Безволосник ніжненький (Atrichum tenellum) — вид мохів порядку рунянкальних (Polytrichales).

## Поширення
Батьківщиною є Європа, Північна Америка, Азія.
Населяє глинистий або піщаний ґрунт, особливо на відкритих місцях існування, біля струмків, у придорожніх канавах, уздовж стежок і галявин у лісах; від низьких до помірних висот.

## Характеристика
Рослини невеликі, грациозні та досить ніжні на вигляд, від зеленого до коричнево-зеленого кольору. Стебла до 2 см. Листки 2,5–6 × 0,7–1,5 мм, від ланцетних до яйцеподібно-ланцетних, плоскі або рідко слабохвилясті, верхівка гостра, проксимальні листки дещо тупі. Вид дводомний; чоловічі рослини приблизно такого ж розміру, як і жіночі. Коробочка 1–2 × 0,5–0,8 мм, прямовисна або похилена, пряма або дещо вигнута. Спори 15–30 мкм.